# النجوم (الصوالح)
النجوم هو دُوَّار يقع بجماعة شتوكة، إقليم الجديدة، جهة الدار البيضاء سطات في المملكة المغربية. ينتمي الدوّار لمشيخة الصوالح التي تضم 13 دوار. يقدر عدد سكانه بـ 2526 نسمة حسب الإحصاء الرسمي للسكان والسكنى لسنة 2004.

## روابط خارجية
- البوابة الوطنية للجماعات الترابية
- المندوبية السامية للتخطيط